# Abraham Glen House
Das Abraham Glen House ist ein früheres Wohnhaus an der Mohawk Avenue (NY 5) in Scotia, New York. Es ist ein weißes aus Holz erbautes Haus aus dem 18. Jahrhundert, in dem heute eine Zweigstelle der öffentlichen Bibliothek des Schenectady Countys untergebracht ist.
Das in den 1730er Jahren erbaute Haus ist eines der wenigen noch vorhandenen Beispiele der schweren Bauholz-Fachwerk-Konstruktionen der niederländischen Kolonisten. Es wurde zu Beginn des 20. Jahrhunderts ausgiebig modernisiert, wobei die Grundform und die ursprünglichen Materialien weitgehend erhalten blieben. 2004 wurde das Haus in das National Register of Historic Places aufgenommen.

## Gebäude
Das Haus befindet sich in Collins Park, an der nördlichen Seite der State Route 5, direkt westlich der Western Gateway Bridge, die über den Mohawk River ins nahegelegene Schenectady führt. Es ist in Nord-Süd-Richtung ausgerichtet und steht somit diagonal zur Straße. Hochgewachsene Bäume stehen auf verschiedenen Seiten des Hauses; nördlich befindet sich ein kleiner Parkplatz, der von der Collins Street erreichbar ist. Ein Baseball-Feld liegt nordöstlich.
Der Haupttrakt ist ein zweieinhalb Stockwerke umfassendes, rechteckiges Holzfachwerkhaus mit einem steil aufgerichteten Satteldach, dessen sechs auf zehn Meter messender Keller aus vermörtelten Feldsteinen gebaut ist. Zwei Flügel, die später entstanden sind, erstrecken sich am nördlichen Ende. Der größere verfügt über eineinhalb Stockwerke und ist unterkellert, der kleinere Flügel hat nur einen Stock.
Die einzelnen Fachwerkbalken wurden durch Schlitze und Zapfen miteinander verbunden. Sparren tragen das mit Schiefer gedeckte Schindeldach, das an beiden Enden von Kaminen aus Backstein sowie von jeweils drei Erkerfenstern auf den beiden Seiten nach Osten und Westen durchbrochen wird. Eine umlaufende Veranda im Erdgeschoss verfügt über gedrechselte Pfosten; sie ist im Osten geschlossen. Die Fassade ist aus verschiedenen Materialien gefertigt, wobei sich vor allem früh angebrachte Wetterschenkel und spätere Schindeln finden.
Im Inneren besteht das Erdgeschoss aus zwei großen Räumen, deren offene Kamine sich in ihrer ursprünglichen Lage befinden. Die Schlafzimmer im Obergeschoss wurden in den 1980er Jahren geteilt, um Räume für Büros zu schaffen. Der größere der beiden nördlichen Flügel hat drei Räume im Erdgeschoss und fünf im Obergeschoss, die über einen schmalen Flur zugänglich sind, der kleiner Seitenflügel verfügt nur über einen Raum.

## Geschichte
Scotia verdankt seinen Namen Alexander Lindsey, dem einzigen der ursprünglichen Gründer von Schenectady, der kein Niederländer war. Lindsey war ein Schotte, der, nachdem er in die Niederlande geflüchtet war, nach Nieuw Nederland auswanderte. Dort erhielt er Land auf dem nördlichen Ufer des Mohawk River.
Nach seinem Tod teilten seine drei Söhne den Besitz auf, der nach Lindseys Geburtsland Scotia genannt wurde und änderten ihre Familiennamen auf Glen, zu Ehren Schottlands (dies führte dazu, dass die Town, zu der die Gegend gehört, den Namen Glenville erhielt). Später legte einer dieser drei Söhne in seinem eigenen Testament fest, dass auf seinem Besitz ein Haus gebaut werden sollte, das dessen Sohn Abraham erhielt.
Dieses Haus, der Hauptteil des heutigen Bauwerks, wurde um 1730 erbaut. Seine anonyme Architektur im niederländischen Fachhausstil sorgte für das steil aufgerichtete Dach. Mauerfragmente im Keller weisen darauf hin, dass es zum Zeitpunkt seiner Erbauung wohl die üblichen offenen Feuerstellen im niederländischen Stil hatte.
Der größere der nördlichen Flügel wurde zu einem noch nicht genau ermittelten Zeitpunkt gegen Ende des 18. Jahrhunderts hinzugefügt. Die Nachkommen Glens besaßen das Haus bis 1842, als es an Charles und James Collins verkauft wurde. Diese setzten die Landwirtschaft auf dem Anwesen fort und brachen Eis des naheliegenden Sees zur Kühlung.
1880 wandelte James Collins das Land um das Haus in einen Garten und eine Parklandschaft um. Als das letzte Mitglied der Familie 1924 starb, erwarb das Village das Eigentum an dem Anwesen und fünf Jahre später wurde eine öffentliche Bücherei darin eröffnet. Diese gehört seit 1948 zum öffentlichen Bibliothekssystem des Countys. Das Innere des Gebäudes wurde in den 1980er Jahren renoviert und in den oberen Stockwerken wurde die Raumeinteilung verändert.